# Wagit Jussufowitsch Alekperow

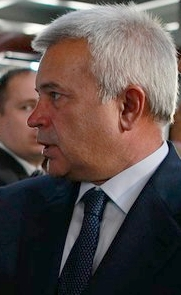
Wagit Alekperow (2011)

Wagit Jussufowitsch Alekperow (russisch Вагит Юсуфович Алекперов; aserbaidschanisch Vahid Yusif oğlu Ələkbərov oder alternativ Vahid Yusif oğlu Äläkbärov; * 1. September 1950 in Baku, Aserbaidschanische SSR) ist ein russischer Unternehmer aserbaidschanischer Herkunft und Oligarch. Er ist Gründer und war größter Aktionär und zuletzt Aufsichtsratschef des Mineralölkonzerns Lukoil.

## Leben
Alekperow wuchs als fünftes Kind einer armen aserbaidschanischen Ölarbeiterfamilie auf. Als er drei Jahre alt war, starb sein Vater an den Spätfolgen von Verletzungen im Zweiten Weltkrieg. Zwischen 1969 und 1974 studierte er am Aserbaidschanischen Institut für Öl und Chemie „Meschadi Asisbekow“ und schloss das Studium als Bergbau-Ingenieur ab. Die berufliche Laufbahn Alekperows begann 1968 als Laborarbeiter im hydromechanischen Labor des Aserbaidschanischen Forschungsinstituts für Ölproduktion. 1973–1974 war er als Ölförderarbeiter beim Öl- und Gaskonzern Kaspmorneft auf Ölfeldern des Kaspischen Meeres tätig. In dieser Zeit erlebte er eine Explosion auf einer Bohrinsel mit, die ihn zwölf Meter tief ins Meer schleuderte. Retten konnte er sich dank seiner guten Schwimmfähigkeit.
Von 1987 bis 1990 arbeitete er als Generaldirektor der Produktionsvereinigung „Kogalymneftegaz“ beim Ministerium für Öl- und Gasindustrie der UdSSR. 1990 stieg Alekperow zum Ersten stellvertretenden Ministerpräsidenten der sowjetischen Öl- und Gasindustrie auf. Nach dem Zerfall der Union beteiligte er sich an der Gründung des staatlichen Ölkonzerns LangepasUraiKogalymneft (Lukoil), der sich 1993 in eine Aktiengesellschaft umgewandelt hatte. Seitdem fungierte Alekperow als Präsident und Vorstandsvorsitzender des Unternehmens. Nach dem Beginn des russischen Überfalls auf die Ukraine bekundete der Aufsichtsrat seines Konzerns Anfang März seine „Besorgnis“ wegen der „tragischen Ereignisse“ in der Ukraine, sprach sich für die „schnellstmögliche Beendigung des bewaffneten Konflikts und seine Lösung durch Verhandlungen und mit diplomatischen Mitteln“ aus. Dies rief in Kreml-nahen Medien Empörung hervor.
Bloomberg schätzte 2021 Alekperows Vermögen auf 21,4 Milliarden Dollar, Forbes Russia schätzte sein Vermögen im April 2022 auf 10,5 Milliarden US-Dollar. Alekperow ist Eigentümer der Mega-Yacht Galactica Super Nova. Im April 2022 trat er vom Vorstandsvorsitz zurück.
Alekperow widmete sich auch sozialen Projekten. Insbesondere gründete er 2007 die Stiftung Nasche buduschtscheje (Unsere Zukunft) in Moskau für regionale Sozialprogramme, die von Natalija Swerewa geleitet wird.

## Auszeichnungen
- 1986: Orden der Völkerfreundschaft, Ehrenmedaille
- 1986: Ehrenzeichen der Sowjetunion
- 1995: Orden der Freundschaft
- 2005: Verdienstorden für das Vaterland IV. Klasse
- 2009: Kommandeur des italienischen Verdienstorden
- 2010: Großes Goldenes Ehrenzeichen für Verdienste um das Land Wien
- 2010: Verdienstorden für das Vaterland III. Klasse
- 2011: Kommandeur des belgischen Kronenordens